# マサチューセッツ湾交通局タイプ8電車
タイプ8（Type 8）は、アメリカ・ボストンで公共交通機関を運営するマサチューセッツ湾交通局（MBTA）が所有する電車。路面電車（ライトレール）のグリーンライン初の超低床電車（部分超低床電車）として1999年から営業運転を開始した。

## 概要
1986年以降、グリーンラインには日本の鉄道車両メーカーである近畿車輛が手掛けたタイプ7電車が多数導入され、故障が相次いだアメリカ標準型路面電車（USSLRV）を順次置き換えていた。だが、タイプ7電車は床上高さ889 mmの高床構造であり、車椅子利用客はスロープや車椅子用リフトが設置されている駅での乗降が必要となった。加えて1990年に障害を持つアメリカ人法が制定された事やグリーンラインの路線延長に伴い、バリアフリーに対応した低床構造を持つ電車を増備する必要があった。
そこで1995年、MBTAはイタリアのアンサルドブレーダ社との間に新型車両の導入に関する契約を結び、それを基に1998年以降部分超低床電車の製造が実施された。これがタイプ8電車である。
編成は3車体連接式で、中間に連結された車軸が無い独立車輪式台車付きの小型車体を含め、編成の中央部分が低床構造となっている。乗降扉は両側に3箇所設置され、うち2箇所は低床部分に存在する。車内には自動案内装置が設置されている他、現在地を観測するGPS装置が2014年以降新たに搭載されている。制御回路の構造は異なるが、後述の通りタイプ7との混結運転が可能な仕様となっている。

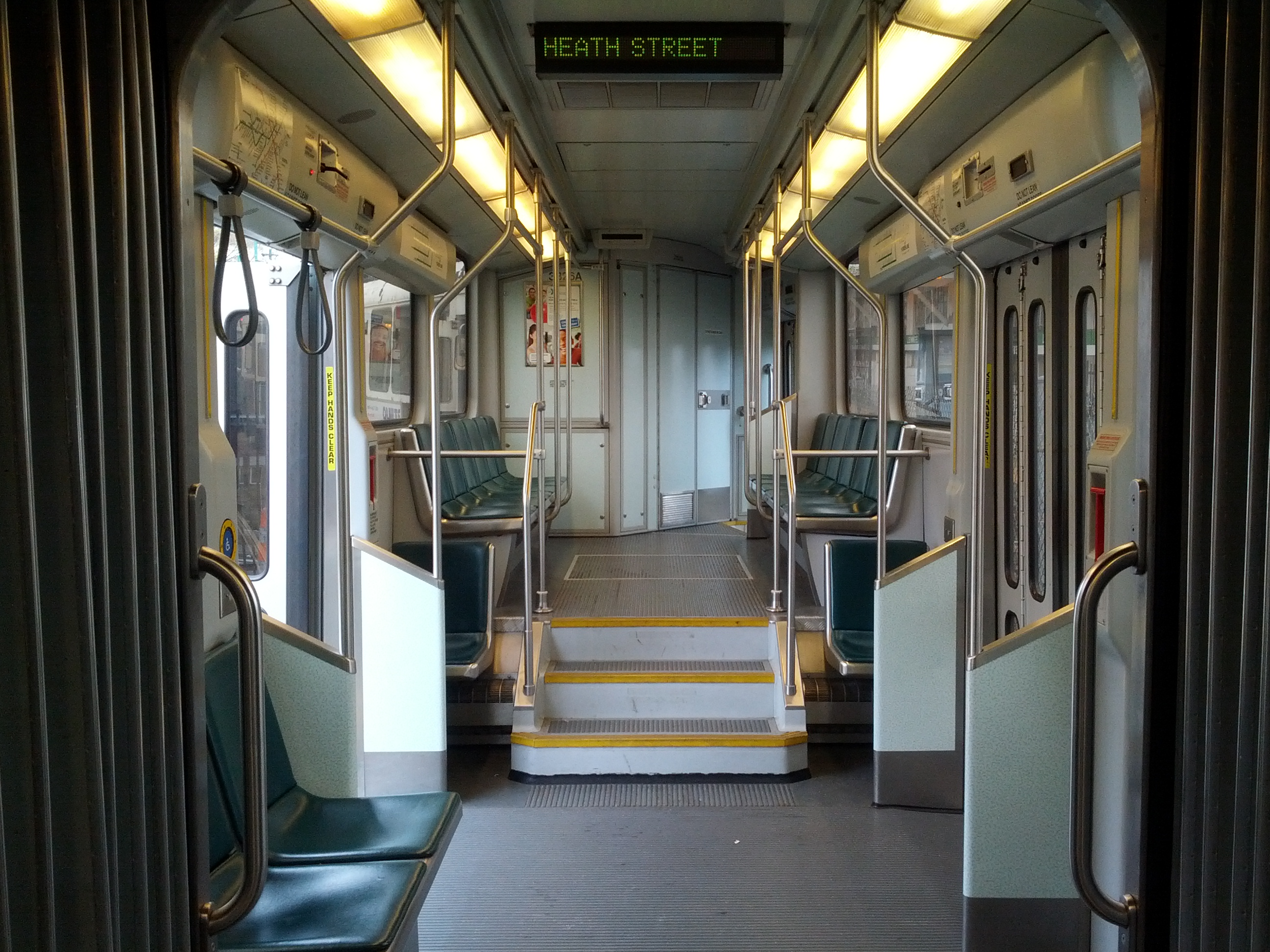
車内
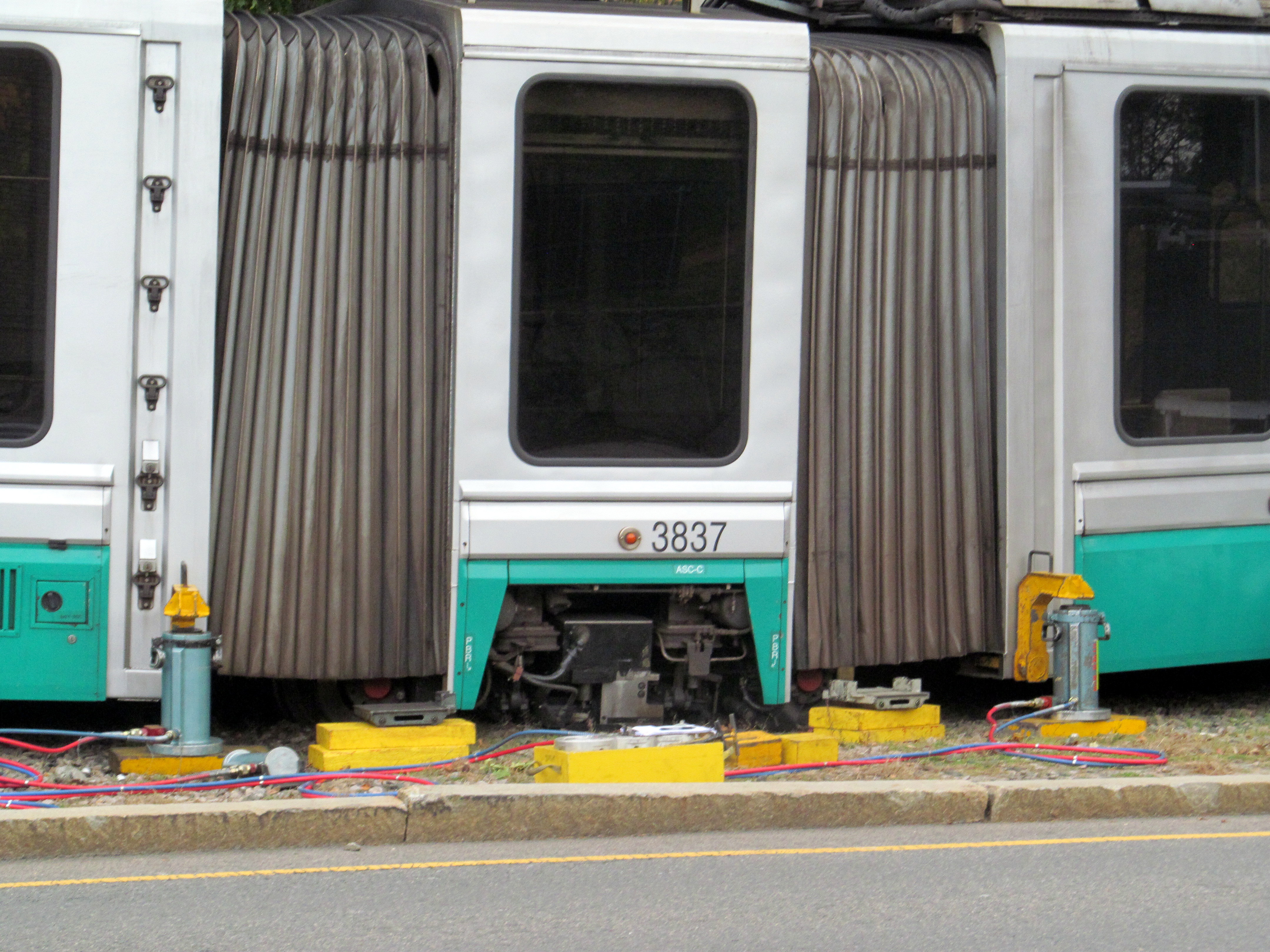
中間車体
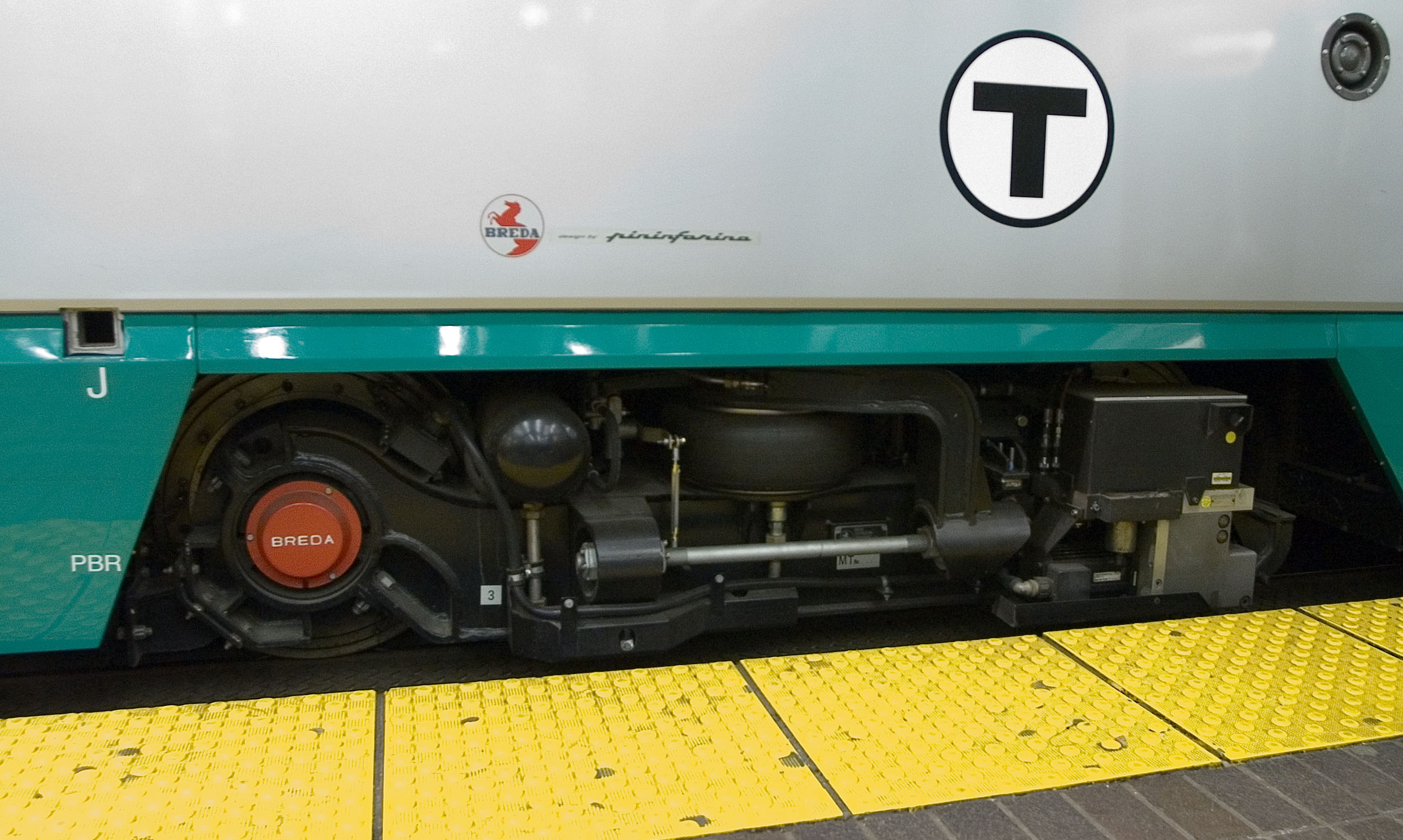
先頭車体の運転台側下部には動力台車が存在する

## 運用
1999年から営業運転を開始したが、制動装置の故障に加えて脱線事故が頻発した事で、2004年に47両を導入した時点でMBTAはアンサルドブレーダとの契約を一時停止した。その後、タイプ8の改良に加えてタイプ7電車の改造や軌道の改良工事によりタイプ8の運行に適した環境が出来上がった事から翌2005年から再度新車両の納入を再開し、2008年までに全車両の導入が完了した。これに伴い、タイプ7導入後も一部が残存していたUSSLRVは事業用車両を除き2007年までに廃車された。
2017年現在はグリーンラインの全区間で使用されており、1両もしくは2両編成で運用に就く。うち2両編成についてはタイプ7との混結運用となっている列車が存在する。1999年の営業運転開始以降は2両のタイプ7と1両のタイプ8による3両編成も運用されていたが、乗客数に対して過剰である事や不具合が相次いだため、2016年以降この編成が組まれる事は無い。
在籍車両数は2017年現在94両で、うち営業運転に投入されているのは86両である。

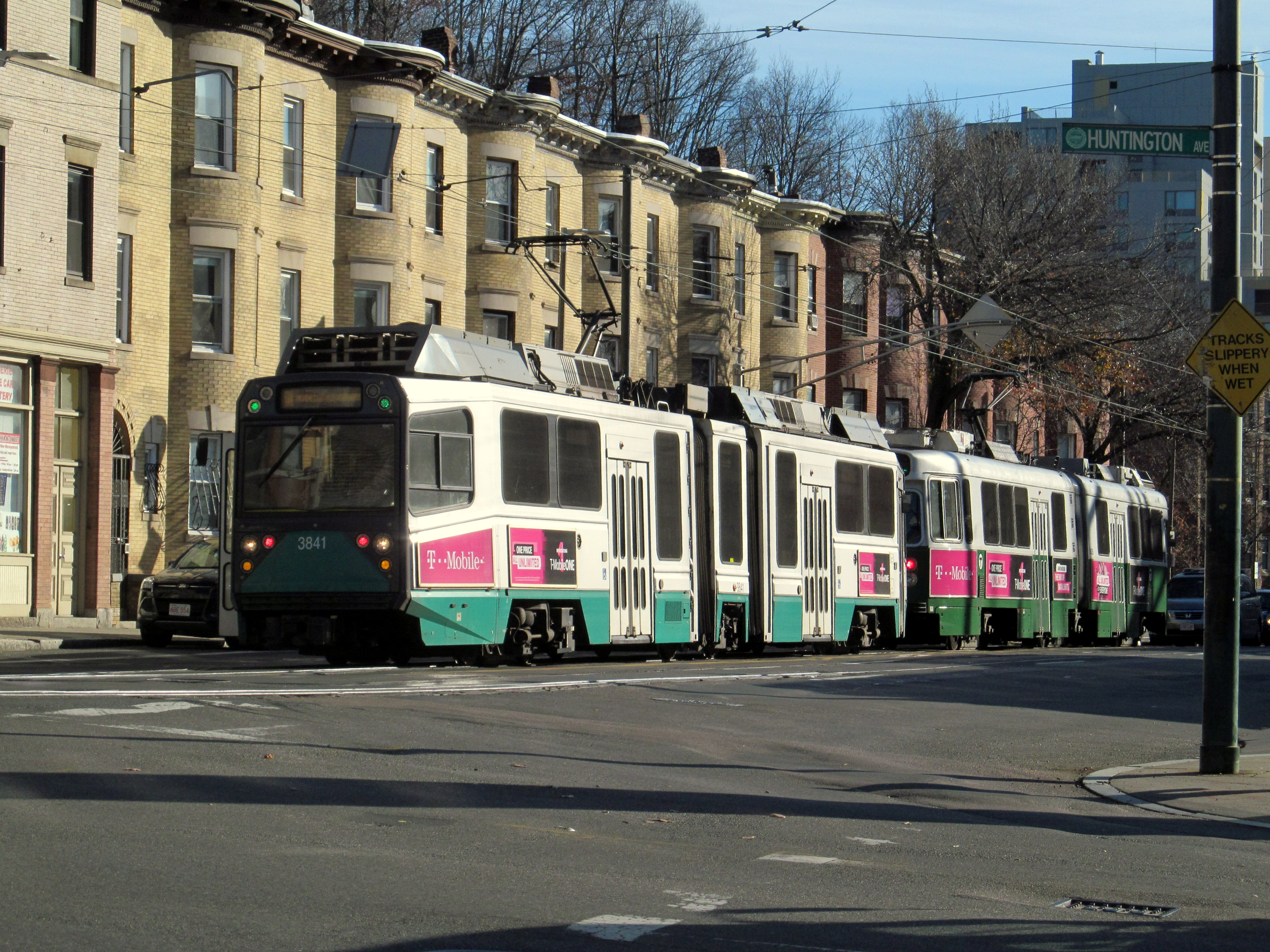
タイプ7と連結運転を行うタイプ8
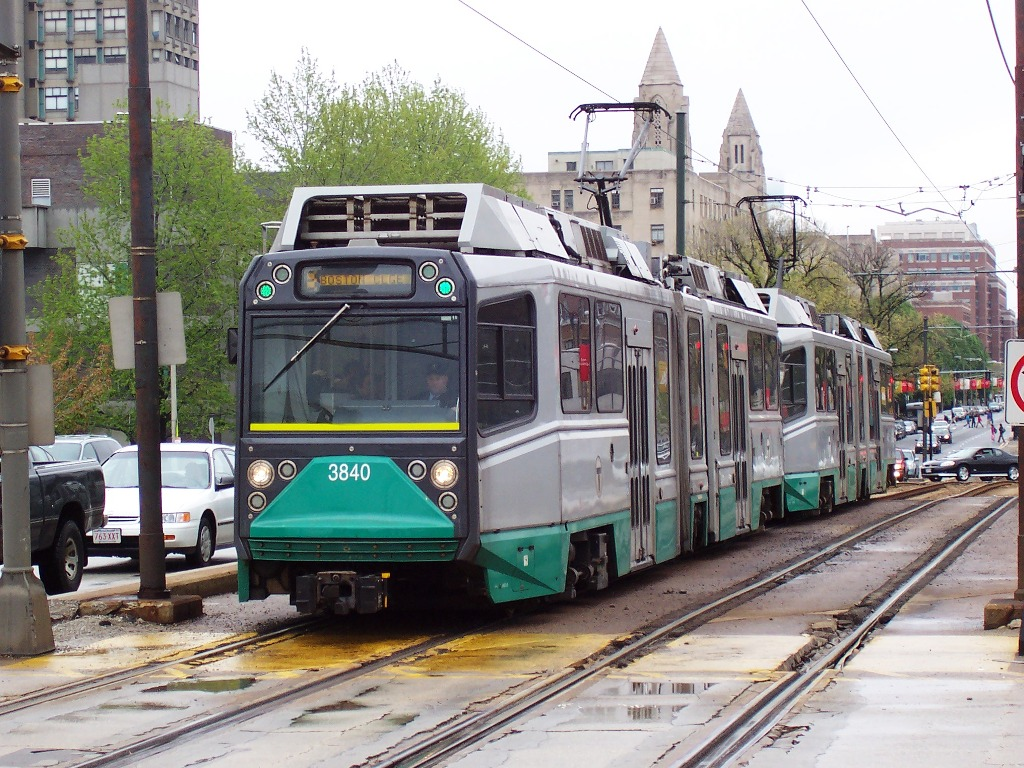
タイプ8同士の連結運転も実施されている
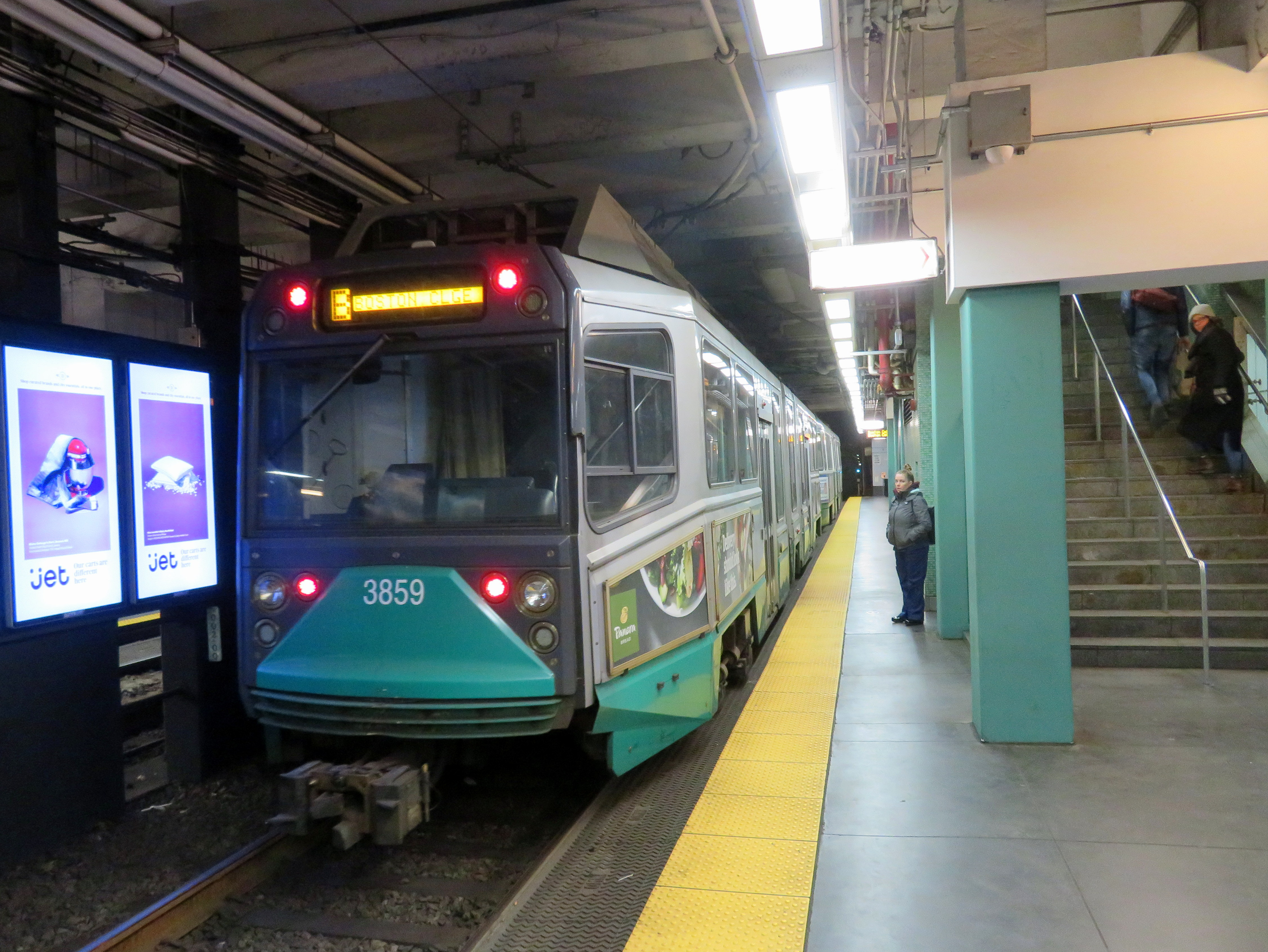
地下駅に停車するタイプ8

## 今後の予定
2020年代以降グリーンラインには超低床電車であるタイプ10電車（Type 10）が導入される計画が立てられており、タイプ8はタイプ7と共に全車とも置き換えられる予定である。